# Bódhi
Bódhi je pojem indického původu, který je odvozen z kořene budh (probudit se, porozumět) a v buddhismu označuje zážitek probuzení nebo osvícení. Pojem osvícení pravděpodobně vznikl z meditačních zkušeností, kdy ve fázi hluboké kontemplace zaplaví praktikujícího jasné světlo a tím se praktikující probudí z iluze samsáry. Osvícení jako náboženský pojem je tradičně používáno i v křesťanství, kde označuje prožitek křesťanských světců, kteří byli „osvíceni Bohem“. Dle buddhismu je však nutné realizovat probuzení vlastními zásluhami. Není nikdo jiný, kdo by nás mohl svou mocí osvítit, nebo nějakým jiným způsobem očistit a předat nám tak své vlastní intuitivní poznání. Ani výraz probuzení není nutně spojen s představou, že nás musí někdo nebo něco probudit. Slovo probuzení se jeví jako vhodné také proto, že implikuje představu člověka probuzeného ze snu. Právě samsára, čili koloběh neustálého znovuzrozování, je v buddhismu často přirovnáván ke snu, o němž si myslíme, že je skutečný a z něhož je nutné se probudit. 

Každá z tradic buddhismu slaví den bódhi, liší se jen přesný termín svátku. Vždy je to svátek radosti, že Buddha roztočil kolo dharmy a k oslavě patří radost, meditace a buddhistické ctnosti, hlavně soucit s jinými bytostmi.

## Théraváda
Pojmy jsou uváděny v páli.
Podle učení théravády lze probuzení charakterizovat jako vhled do čtyř ušlechtilých pravd, do tří charakteristik veškeré existence – neuspokojivosti, nestálosti a bezpodstatnosti, tedy jinak řečeno jako vykořenění mentálních znečištění – zákalů mysli (nevědomosti, chtivosti a hněvu). Probuzený člověk se v závislosti na stupni svého probuzení zbavuje pout, která ho vážou k tomuto světu (samsáře), dosahuje-li posledního stupně probuzení je zcela osvobozen a již se víckrát nezrodí. Po své smrti bude plně „zažívat“ nibbánu – konečnou realitu, univerzální pravdu.
V buddhismu se rozlišují tři typy nebo druhy probuzení na základě toho, zda bylo probuzení dosaženo bez pomoci nebo s pomocí učitele a zda je doprovázeno realizací vševědoucnosti (sabaňňutaňána). Realizace nibbány je však u všech druhů probuzení totožná, odlišnosti jsou pouze ve výše zmíněných faktorech, které samotnému prožitku nibbány předcházejí nebo jsou spojeny s jeho realizací. Toto členění vychází z pozdějších komentářů k pálijskému kánonu, v původních textech (Sutta pitaka) a ani ve starších komentářích se nenachází.
1. Sammá-sambódhi (nejvyšší dokonalé probuzení): Probuzení je v tomto případě dosahováno bez pomoci učitele a je doprovázeno realizací vševědoucnosti. Je třeba podotknout, že vševědoucností je míněna schopnost pochopit vše, na co je zaměřena pozornost, nikoli znalost všech věcí nebo dokonce tzv. omniscience Boží vyplývající z Boží všemohoucnosti, jak může být tento výraz v našem kulturním okruhu mylně chápán. Bytost, která realizuje toto probuzení, je označována jako sammá-sambuddha – nejvyšší dokonalý buddha. Nejvyšší dokonalý buddha dosahuje probuzení v době, kdy je zapomenuto učení o cestě vedoucí k osvobození (dhamma) a on je schopen znovuobjevené učení předávat ostatním.
2. Paččéka-bódhi (osamělé probuzení): Probuzení dosažené též bez pomoci učitele, avšak není spojené s realizací vševědoucnosti jako v předešlém případě. Bytosti, které dosáhly tohoto probuzení, jsou označovány jako paččéka-buddhové – osamělí buddhové. Osamělí buddhové realizují probuzení též v době, kdy je dhamma zapomenuta, avšak jejich nashromážděné zásluhy z předchozích životů nedostačují k tomu, aby byli schopni předávat objevené učení ostatním.
3. Sávaka-bódhi (probuzení žáka): Probuzení dosažené za pomoci učitele a bez realizace vševědoucnosti. Probuzení žáci, častou označování jako arahanté, realizují probuzení v době, kdy se objevil na světě nejvyšší dokonalý buddha a je stále známé jeho učení o cestě vedoucí k osvobození ze samsáry. Probuzení žáci nejsou stejně jako osamělí buddhové schopni předávat učení ostatním. Samozřejmě může být namítnuto, že je známa spousta probuzených Buddhových žáků, kteří vyučovali nebo vyučují dhammu, avšak je třeba zdůraznit, že ti tak mohli nebo mohou činit jen na základě dhammy sdělené nejvyšším dokonalým buddhou. Kdyby neměli k dispozici jím předané učení, sami by nebyli schopni ukázat ostatním cestu vedoucí k realizaci nibbány.

Jak již bylo výše zmíněno, hovoří se v buddhismu o stupních probuzení, tradičně se rozlišují čtyři stupně. Toto členění se však týká jen dvou posledně zmíněných druhů probuzení, jelikož nejvyšší dokonalí buddhové neprocházejí jednotlivými stupni probuzení, ale zbavují se všech pout k tomuto světu během jednoho jediného prožitku. Na posledním stupni probuzení probuzení žáci a osamělí buddhové realizují nibbánu ve stejné míře jako nejvyšší dokonalý buddha. Avšak na nižších stupních probuzení vlivem přetrvávajícího mentálního znečištění prožívají nibbánu s nižší mírou intenzity. Členění na stupně probuzení se provádí podle množství pout (samjódžana), kterých se probuzená bytost zbavuje (více viz arija magga).
1. Probuzení toho, který vstoupil do proudu (sotápanna)
2. Probuzení toho, který se jednou vrátí (sakadágámí)
3. Probuzení toho, který se již nevrátí (anágámí)
4. Probuzení toho, který dosáhl nibbány (arahant)

Jednotlivé stupně probuzení je možné realizovat v delším časovém odstupu, dokonce i v rozpětí několika životů, ale zároveň je možné projít všemi stupni rychle za sebou v jednom jediném okamžiku, jako tomu bylo např. u Ánandy, Buddhova bratrance a asistenta, který prošel posledními třemi stupni probuzení, když ulehal na svou postel. Hovoří-li se tedy v buddhismu o plném probuzení nebo osvícení, je tím myšlen poslední stupeň probuzení, při němž jsou zničeny všechny zákaly mysli a odstraněno všech deset pout, která bytosti vážou k tomuto světu.

## Mahájána
Pojmy jsou uváděny v sanskrtu.
Obecně je obtížné vystihnout definici probuzení v mahájánovém buddhismu, jelikož obrovské množství mahájánových pramenů často obsahuje vzájemně odlišné nauky. Avšak navzdory své velké různosti se shodují v názoru, že není žádný podstatný rozdíl mezi samsárou a nirvánou, nečistotou a očištěním, nevědomostí a probuzením. Pro mahájánu spočívá probuzení, k němuž má buddhistická stezka vést, právě v nahlédnutí této nedualistické perspektivy. Je popírána platnost konvenčních dualit, neboť konečnou přirozeností všech jevů je prázdnota, absence jakéhokoli jádra či podstaty. Všechny ty rozličné a zdánlivě protichůdné jevy, jak o nich hovoří běžná buddhistická nauka, ve své prázdnotě nakonec splývají: „Všechny dharmy mají jedinou přirozenost, totiž ne-přirozenost.“
Členění probuzení na čtyři stupně, které vychází z théravádového buddhismu, nemá v mahájáně podstatný význam, jelikož mahájánové prameny se shodují v tom, že jejich nauky směřují jen k probuzení nejvyššího dokonalého buddhy (samjak-sambuddha), který jednotlivými stupni probuzení neprochází.
Také probuzení žáka a osamělého buddhy má v mahájánových textech okrajové postavení. Dokonce dle některých směrů mahájány, které vycházejí z učení Lotosové sútry, existuje ve skutečnosti pouze nejvyšší dokonalé probuzení, ostatní druhy probuzení jsou pouze iluzorní a nevedou ke skutečnému prožitku nirvány.
Některé myšlenkové proudy mahájány také popírají tvrzení, že první stupeň probuzení (vstup do proudu) vede neodvratně k realizaci posledního stupně probuzení a tak k ukončení znovuzrozování. Tvrdí, že i člověk, který dosáhl posledního stupně probuzení (arahantství) se může rozhodnout a setrvat nadále v samsáře a vydat se tak na cestu bódhisattvy, aby mohl v daleké budoucnosti realizovat nejvyšší dokonalé probuzení. Takové tvrzení se z hlediska théravády jeví jako absurdní, probuzení je chápáno jako vykořenění mentálních znečištění mysli – zákalů mysli a v důsledku neexistence těchto zákalů už není možné se znovuzrodit. Jestliže by si plně probuzený člověk přál znovuzrodit, musel by zákaly mysli opět vytvořit, což je z pohledu théravády nesmyslné a prakticky nemožné.

## Vadžrajána
Stav osvícení je popisován jako tři stavy, čtyři aktivity a pět moudrostí.
- Tři stavy: stav nebojácnosti, stav radosti a stav aktivního soucitu
- Čtyři aktivity: uklidňující aktivita, obohacující aktivita, fascinující aktivita a ochraňující aktivita.
- Pět moudrostí: Vyrovnávající moudrost (překonaná pýcha), rozlišující moudrost (překonaná touha a žádostivost), zrcadlící moudrost (transformovaný hněv a nenávist), moudrost prožitku (přeměna žárlivosti a závisti) a intuitivní moudrost (přeměna nevědomosti).

Společně tyto stavy, aktivity a moudrosti vyjadřují stav plného osvícení, stav Buddhy, který prožívá každá bytost, která rozpozná podstatu mysli.
Podle učení Vadžrajány, konkrétně Maháanuttarajóga tantry, dosáhl Buddha Šákjamuni osvícení tak, že po šesti dnech a nocích hluboké meditace se sedmého dne ráno všeprostupující přirozená pravda manifestovala jako buddhové minulosti, přítomnosti a budoucnosti. Ti svou dokonalou moudrost vyzářili do bílé ženské formy Sarva Buddha Dákiní. Prostřednictvím spojení Buddhy a této dákyně splynulo to, co je mužské a ženské, radost a prostor, stejně jako všechna ostatní dualita. V jeho mysli se během okamžiku rozpustila poslední zatemnění ztuhlých představ a zůstalo jen všeobjímající „teď a tady“. Zmizela veškerá dosud prožívaná oddělenost v čase a prostoru a minulost, přítomnost a budoucnost splynuly v zářivý stav blaženosti, který v sobě obsahuje všechno. Stal se zářícím bdělým vědomím. Každou buňkou vše věděl a vším byl.
Podle učení Vadžrajány existuje tzv. malá nirvána a velká nirvána. Ta první je vysvobozením se od rušivých pocitů a emoci. Velká nirvána je stav, kdy jsme se kromě rušivých pocitů zbavili ještě druhého závoje mysli a to ztuhlých konceptů, nebo také jemných myšlenkových vzorců a návyků.